# Colutea
Colutea es un género de 25 especies aceptadas de arbustos con flores y hojas caducas que alcanzan 2-5 metros de altura, son nativos de Europa meridional, África del norte y sudeste de Asia. Tiene hojas pinnadas de color verde claro. Las flores son amarillas o anaranjadas formando racimos. Los frutos son vainas infladas y atractivas que contienen las semillas.
Colutea arborescens es natural del Mediterráneo y tiene flores amarillas, alcanzando una altura de 5 metros. Se cultiva en Reino Unido como planta ornamental.

## Taxonomía

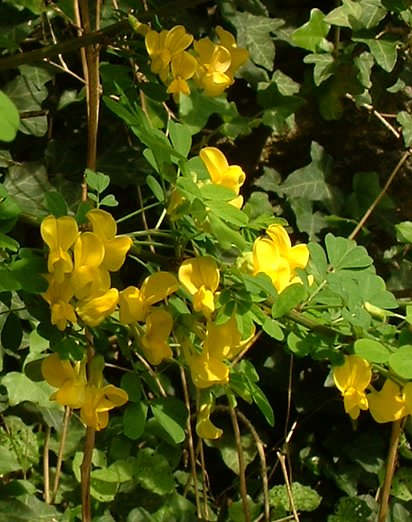
Colutea arborescens foto de Jeffdelong

El género fue descrito por Carlos Linneo y publicado en Species Plantarum 2: 723. 1753.
Etimología
Colutea: nombre genérico que procede del griego koloitía (koilo¯´tea, koloitéa = en Teofrasto, nombre por de pronto de dos árboles con las semillas encerradas en una vaina, uno al parecer el espantalobos (Colutea arborescens L. –kolytéa), el otro, endémico de las Islas Eólicas, seguramente el Cytisus aeolicus Lindl. (koloitía), más el de un sauce del monte Ida, quizá la Salix caprea L. (salicáceas –koloitéa).

## Especies aceptadas
A continuación se brinda un listado de las especies del género Colutea aceptadas hasta julio de 2014, ordenadas alfabéticamente. Para cada una se indica el nombre binomial seguido del autor, abreviado según las convenciones y usos.	
Sección Colutea Browicz
- Subsección Arborescentes Browicz

- Colutea arborescens L.
- Colutea armena Boiss. & Huet.
- Colutea atlantica Browicz
- Colutea cilicica Boiss. & Balansa
- Colutea davisiana Browicz
- Colutea insularis Browicz
- Colutea melanocalyx Boiss. & Heldr.

- Subsección Acutfoliae Browicz

- Colutea acutifolia Shapar.

- Subsección Africanae Browicz

- Colutea abyssinica Kunth & Bouché

- Subsección Graciles Browicz

- Colutea gracilis Freyn & Sint. ex Freyn
- Colutea hybrida Shapar.
- Colutea istria Mill.
- Colutea persica Boiss.

Sección Muluflora Browicz
- Colutea delavayi Franch.
- Colutea multiflora Shapar. ex Ali

Sección Rostrata Browicz
- Subsección Orientales Browicz

- Colutea atabajevi B.Fedtsch.
- Colutea jamnolenkoi Shapar.
- Colutea orientalis Mill.

- Subsección Centralasiaticae Browicz

- Colutea afghanica Browicz
- Colutea buhsei (Boiss.) Shapar.
- Colutea gifana Parsa
- Colutea nepalensis Sims
- Colutea paulsenii Freyn

Sección Armata
- Colutea armata Hemsl. & Lace
- Colutea komarovii Takht.
- Colutea uniflora